# Bouwwereld
Bouwwereld is een Nederlands vakblad over bouwtechniek. Het blad is uitgegeven onder verschillende benamingen, beginnend in 1905 als Vakblad voor de Bouwambachten.

## Vakblad voor de Bouwambachten
Het Vakblad voor de Bouwambachten was een van de eerste tien vakbladen die door de NV Nederlandsche Drukker- en Uitgeversmaatschappij C. Misset uit Doetinchem werd uitgegeven. Het bijzondere van deze eerste vakbladen was dat niet de zendingsdrang van een branche, maar de door de uitgever ingeschatte informatiebehoefte van een doelgroep de reden was om tot uitgave te besluiten. In 1905 konden timmerlieden en metselaars voor 77 cent per kwartaal het Vakblad aanschaffen. De redactie fungeerde in eerste instantie als technische vraagbaak, later volgden algemene beschouwingen over het ambacht, meetkunde en aanbestedingen. Vanaf 1910 kreeg de actualiteit meer ruimte.

## Vakblad voor de Bouwbedrijven
In 1929 kreeg het blad een andere naam: Vakblad voor de Bouwbedrijven. Hiermee verschoof de aandacht meer richting de ondernemer. De tekeningen werden technischer en de eerste foto’s verschenen. In deze periode werd ook gestart met het uitgeven van prijsvragen voor beginnende ontwerpers. 

## Vakpers tijdens de Tweede Wereldoorlog
In de Tweede Wereldoorlog maakte uitgever Misset, net als de meeste uitgevers, zware tijden door. De vakpers kreeg te maken met censuur en verbodsbepalingen. Door de papierschaarste werden concurrerende vakbladen gedwongen tot fusie of samenwerking. Op 14 januari 1944 verscheen een veel dunnere ‘De Bouwindustrie’, een tijdelijke samenwerking tussen Cobouw en het Vakblad voor de Bouwambachten.

## Bouwwereld
In 1956 verscheen voor het eerst een tijdschrift op offsetdruk en met een nieuwe naam: Bouwwereld.  Het blad werd nu uitgegeven op A5-formaat en richtte zich meer op de ontwerper en uitvoering. De abonneeprijs werd 7 gulden per half jaar. Vanaf 1974 verscheen het blad tweewekelijks. In 1976 kwam Misset volledig in handen van Elsevier, dat later weer opgegaan is in Reed Business. De opzet en inhoud van Bouwwereld veranderde daarmee ook. In de jaren 80 werd er een apart katern gemaakt voor de uitvoerende praktijk. Dit werd in 1990 het blad Aannemer.

Sinds juli 2010 wordt het blad Bouwwereld uitgegeven door de Eisma Media Groep en in 2011 kreeg het een nieuwe opzet.